# Humberlito Borges
Humberlito Borges Teixeira, bättre känd som bara Borges, född 5 oktober 1980 i Salvador i Bahia i Brasilien, är en före detta brasiliansk fotbollsspelare. Han har bland annat spelat i Campeonato Brasileiro Série A för lag som São Paulo FC, Santos FC och Cruzeiro.